# Lane Spina
Lane Spina (* 3. Januar 1962 in Reno, Nevada) ist ein ehemaliger US-amerikanischer Freestyle-Skier. Er war weitgehend auf die nicht mehr ausgetragene Disziplin Ballett (Acro) spezialisiert. In dieser Disziplin wurde er 1991 Weltmeister und gewann fünf weitere Medaillen bei Großereignissen. Im Weltcup gelangen ihm 14 Siege.

## Biografie

### Sportliche Laufbahn
Lane Spina wuchs mit vier älteren Geschwistern in Reno auf. Er begann seine Sportlerkarriere als Gymnast und wechselte zum Freestyle-Skiing, nachdem er Mitte der 1970er Jahre bei seinem Job in einem Skigeschäft den ebenfalls aus Reno stammenden Bob Howard getroffen hatte. Seinen Highschool-Abschluss machte der passionierte Rennradfahrer 1980 gemeinsam mit dem späteren dreifachen Tour-de-France-Sieger Greg LeMond, der in seiner Jugend ebenfalls als Skisportler aktiv war.
Spina wurde 1983 in die US-Nationalmannschaft aufgenommen und gab im Januar 1984 sein Debüt im Freestyle-Skiing-Weltcup. Nachdem er im Ballett auf Anhieb Podestplätze erreicht hatte, versuchte er sich gegen Saisonende auch in den restlichen Wettbewerben. Er beendete die Disziplinenwertung auf Rang drei und wurde dafür als Weltcup-Rookie des Jahres ausgezeichnet. Im Dezember 1984 feierte er in Tignes seinen ersten Weltcupsieg und konzentrierte sich nach einem Kreuzbandriss, der ihn einen Großteil der Saison verpassen ließ, gänzlich auf seine Paradedisziplin. Die folgenden vier Winter belegte er jeweils hinter Hermann Reitberger den zweiten Platz in der Disziplinenwertung. Bei den ersten Weltmeisterschaften in Tignes gewann er hinter Richard Schabl die Silbermedaille. Auch beim Demonstrationswettbewerb im Rahmen der Olympischen Spiele von Calgary und den Weltmeisterschaften am Oberjoch musste er sich jeweils hinter Reitberger mit dem zweiten Platz zufriedengeben, was ihm den Beinamen „Mr. Silver“ einbrachte.
1989/90 reduzierte Spina sein Wettkampfprogramm, um an seinen Trainingsmethoden zu feilen und setzte in der Vorbereitung vermehrt auf Ski Alpin und Langlauf. Er nahm lediglich zweimal am Weltcup teil, konnte aber beide Wettkämpfe für sich entscheiden. Im Februar 1991 gewann er bei den Weltmeisterschaften in Lake Placid die lang ersehnte Goldmedaille. In der Disziplinenwertung wurde er zum fünften Mal Zweiter und musste sich diesmal Rune Kristiansen geschlagen geben. Beim Demonstrationswettbewerb im Rahmen der Olympischen Spiele von Albertville gewann er die Bronzemedaille, ein Jahr später holte er auch bei den Weltmeisterschaften in Zauchensee Bronze. Mit sechs individuellen Medaillen bei Großereignissen ist er in dieser Hinsicht der erfolgreichste Athlet im Skiballett.
Im März 1993 beendete er nach insgesamt sechs Knieoperationen seine aktive Laufbahn im Leistungssport.

### Weitere Karriere
Während seiner Sportkarriere arbeitete Lane Spina in den Sommermonaten als Landscaper und half beim Entwurf einer Kniestütze für Spitzensportler. Nach dem Karriereende wirkte er zunächst als Ingenieur für Biomechanik am computergestützten Design von Titanimplantaten für Schädel und Wirbelsäule. Danach wechselte er das Fach und designte für verschiedene Firmen, darunter Bally Technologies, Spielautomaten und Handheld-Konsolen. 2002 wurde er Senior Programmmanager bei WMS Gaming und studierte nebenbei an der University of Nevada, Las Vegas, Maschinenbau. Später schloss er an derselben Universität auch noch einen Studiengang als Master of Business Administration ab. Seit 2013 ist er unter anderem als Produktmanager für die Scientific Games Corporation tätig.
Spina lebt in Las Vegas.

## Erfolge

### Olympische Spiele
- Calgary 1988: 2. Ballett (Demonstrationswettbewerb)
- Albertville 1992: 3. Ballett (Demonstrationswettbewerb)

### Weltmeisterschaften
- Tignes 1986: 2. Ballett
- Calgary 1988: 2. Ballett
- Oberjoch 1989: 2. Ballett
- Lake Placid 1991: 1. Ballett
- Altenmarkt-Zauchensee 1993: 3. Ballett

### Weltcupwertungen
| Saison  | Gesamt | Gesamt | Aerials | Aerials | Ballett | Ballett | Kombination | Kombination |
| Saison  | Platz  | Punkte | Platz   | Punkte  | Platz   | Punkte  | Platz       | Punkte      |
| ------- | ------ | ------ | ------- | ------- | ------- | ------- | ----------- | ----------- |
| 1984    | 12.    | 25     | 58.     | 2       | 3.      | 139     | 16.         | 10          |
| 1984/85 | 53.    | 9      | –       | –       | 21.     | 60      | –           | –           |
| 1985/86 | 13.    | 24     | –       | –       | 2.      | 121     | –           | –           |
| 1986/87 | 10.    | 24     | –       | –       | 2.      | 146     | –           | –           |
| 1987/88 | 10.    | 24     | –       | –       | 2.      | 166     | –           | –           |
| 1988/89 | 9.     | 24     | –       | –       | 2.      | 168     | –           | –           |
| 1989/90 | 64.    | 8      | –       | –       | 22.     | 50      | –           | –           |
| 1990/91 | 8.     | 24     | –       | –       | 2.      | 213     | –           | –           |
| 1991/92 | 8.     | 24     | –       | –       | 3.      | 190     | –           | –           |
| 1992/93 | 74.    | 25     | –       | –       | 25.     | 176     | –           | –           |

### Weltcupsiege
Spina errang im Weltcup 49 Podestplätze, davon 14 Siege:
| Datum             | Ort                 | Land       | Disziplin |
| ----------------- | ------------------- | ---------- | --------- |
| 11. Dezember 1984 | Tignes              | Frankreich | Ballett   |
| 8. März 1986      | Voss                | Norwegen   | Ballett   |
| 12. Dezember 1986 | Tignes              | Frankreich | Ballett   |
| 22. Januar 1987   | Lake Placid         | USA        | Ballett   |
| 18. März 1988     | Meiringen-Hasliberg | Schweiz    | Ballett   |
| 27. Januar 1989   | Breckenridge        | USA        | Ballett   |
| 16. März 1989     | Åre                 | Schweden   | Ballett   |
| 5. Januar 1990    | Mont Gabriel        | Kanada     | Ballett   |
| 19. Januar 1990   | Breckenridge        | USA        | Ballett   |
| 14. Dezember 1990 | Zermatt             | Schweiz    | Ballett   |
| 22. März 1991     | Hundfjället         | Schweden   | Ballett   |
| 10. Dezember 1991 | Zermatt             | Schweiz    | Ballett   |
| 10. Januar 1992   | Blackcomb           | Kanada     | Ballett   |
| 23. Januar 1992   | Lake Placid         | USA        | Ballett   |

### Weitere Erfolge
- 5 US-amerikanische Meistertitel im Ballett

## Auszeichnungen
- 1984: World Cup Rookie of the Year
- 1987 und 1991: U.S. Freestyle Skier of the Year (Ski Racing Magazine)[6]
- 1991 und 1992: Ann Hansen Award[7]
- 2014: Aufnahme in die Hall of Fame der World Acrobatics Society[8]